# Thrikkovilvattom
Thrikkovilvattom es una ciudad censal situada en el distrito de Kollam en el estado de Kerala (India). Su población es de 41609 habitantes (2011). Se encuentra a 9 km de Kollam y a 62 km de Trivandrum.

## Demografía
Según el censo de 2011 la población de Thrikkovilvattom era de 41609 habitantes, de los cuales 20012 eran hombres y 21597 eran mujeres. Thrikkovilvattom tiene una tasa media de alfabetización del 92,96%, inferior a la media estatal del 94%: la alfabetización masculina es del 95,65%, y la alfabetización femenina del 90,49%.